# Ишанов, Хашимхан
Хашимхан Ишанов (род. 1924 год, Узбекская ССР) — бригадир хлопководческой бригады совхоза «Учкурган» Учкурганского района Наманганской области, Узбекская ССР. Герой Социалистического Труда (1972).

## Биография
Родился в 1924 году в одном из сельских населённых пунктов современного Наманганского района. После окончания местной сельской школы с 1941 года трудился рядовым колхозником на хлопковых плантациях в местном колхозе «Учкурган» Учкурганского района. В послевоенные годы возглавлял хлопководческую бригаду в этом же совхозе.
Бригада под его руководством ежегодно показывала высокие трудовые результаты, выполняя принятое коллективное социалистическое обязательство и производственные планы в хлопководстве. За выдающиеся трудовые результаты по итогам Семилетки (1959—1965) был награждён Орденом Ленина.
В 1970 году бригада Хашимхана Ишанова собрала в среднем с каждого гектара по 25,7 центнеров хлопка-сырца при плане 19,5 центнеров с гектара на участке площадью 75 гектаров. Указом Президиума Верховного Совета СССР от 14 декабря 1972 года удостоен звания Героя Социалистического Труда за «большие успехи, достигнутые в увеличении производства и продажи государству хлопка, зерна, других продуктов земледелия, и проявленную трудовую доблесть при уборке урожая» с вручением ордена Ленина и золотой медали «Серп и Молот» (№ 15208).
Избирался членом Наманганского обкома Компартии Узбекистана, депутатом Учкурганского районного Совета народных депутатов.
Проживал в Учкурганском районе.
Награды
- Герой Социалистического Труда
- Орден Ленина — дважды (30.04.1966; 1972)